# Tomasz Stefaniszyn
Tomasz Tadeusz Stefaniszyn (Sztrij, 1929. március 16. – Varsó, 1986. szeptember 8.) válogatott lengyel labdarúgó, kapus, olimpikon.
A varsói Powązki katonai temetőben nyugszik.

## Pályafutása

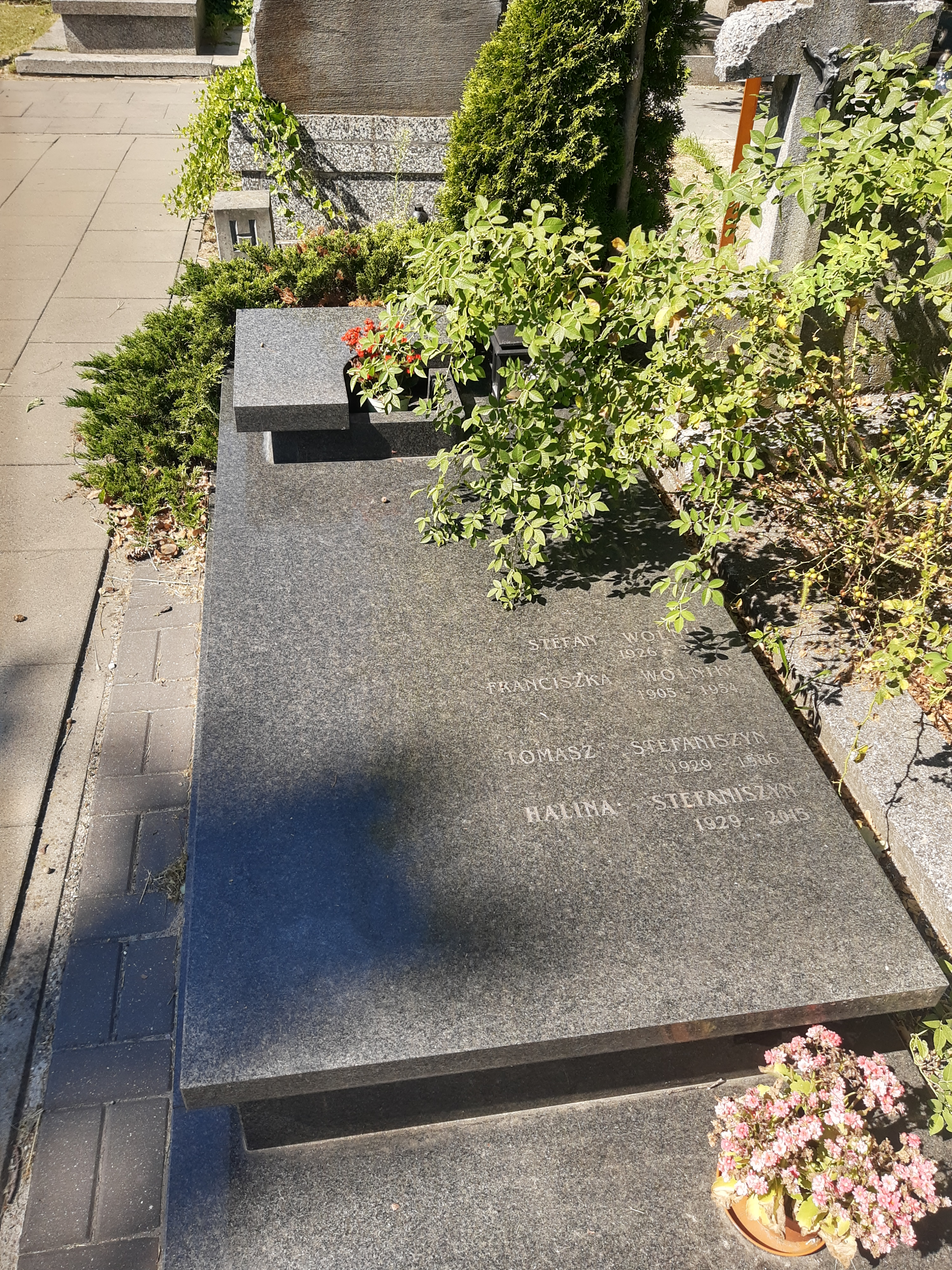
Sírja a Powązki katonai temetőben

### Klubcsapatokban
1946 és 1949 között a Garbarnia Kraków, 1950 és 1952 között a CWKS Warszawa, 1953 és 1965 között a Gwardia Warszawa labdarúgója volt. A Gwardiával 1954-ben lengyel kupagyőztes volt.

### A válogatottban
1952 és 1960 között 12 alkalommal szerepelt a lengyel válogatottban. Tagja volt az 1952-es helsinki és az 1960-as római olimpiai játékokon részt vevő csapatnak.

## Sikerei, díjai
Gwardia Warszawa
- Lengyel kupa
  - győztes: 1954